# Marcelo Hermes
Marcelo Gazella Hermes (Sarandi, 2 gennaio 1995) è un calciatore brasiliano, difensore o centrocampista della Juventude in prestito dal Criciúma.

## Caratteristiche tecniche
È un terzino sinistro

## Carriera
Cresciuto nelle giovanili del Grêmio, debutta in prima squadra nel 2015 nel corso di un match vinto 2-1 contro l'Avaí.
Nel mercato invernale del 2017 viene ceduto al Benfica, che lo aggrega alla squadra delle riserve.
Esordisce con la prima squadra il 20 maggio 2017 disputando da titolare il match pareggiato 2-2 contro il Boavista.

## Palmarès
- Coppa del Brasile: 2

Grêmio: 2016
Cruzeiro: 2018